# Centemopsis kirkii
Centemopsis kirkii là loài thực vật có hoa thuộc họ Dền. Loài này được (Hook.f.) Schinz mô tả khoa học đầu tiên năm 1911.